# Morgan (orque)
Pour les articles homonymes, voir Morgan.
Morgan est une orque femelle secourue en 2010 au large des Pays-Bas, par le Dolfinarium Harderwijk. Elle est actuellement gardée au Loro Parque (Canaries), où elle participe aux spectacles.

## Biographie
Sauvée de malnutrition lorsqu'elle est trouvée dans la mer des Wadden au large de la côte nord-ouest des Pays-Bas en juin 2010, elle a vécu plusieurs mois dans le Dolfinarium Harderwijk près d'Arnhem. Son groupe n'a pu être retrouvé pour une réintégration et faute d'un bassin assez grand, le delphinarium néerlandais a cherché un autre établissement pour Morgan.
Cependant, des militants ont porté l'affaire au tribunal gelant le transfert. Ces opposants mettent en avant que l'équipe du delphinarium n'a pas respecté la procédure de sauvetage qui implique que les cétacés secourus soient le moins possible imprégnés de la présence humaine, afin de maximiser les chances de réussite de la réintroduction. Pour eux, cela aurait été intentionnel, dans le but de pouvoir la déclarer inapte à la réintroduction, la garder captive et apporter de la diversité génétique à une population captive restreinte dans un contexte européen où les captures sont interdites. La décision de justice a finalement autorisé son déplacement au Loro Parque en Espagne où elle réside désormais en captivité,.
L'affaire sera de nouveau portée devant un tribunal néerlandais le 23 janvier 2018.